# (36511) 2000 QL72
2000 QL72 (asteroide 36511) é um asteroide da cintura principal. Possui uma excentricidade de 0.07160010 e uma inclinação de 4.59485º.
Este asteroide foi descoberto no dia 24 de agosto de 2000 por LINEAR em Socorro.